# Barmouth
Barmouth /ˈbɑːməθ/ (walisisch: Abermaw) ist eine Ortschaft in der Grafschaft Gwynedd in Nord-Wales. Sie liegt an der Cardigan Bay, auf der Nordseite der Flussmündung des Mawddach.

## Geschichte
Die Ortschaft Barmouth entwickelte sich ursprünglich um die örtliche Schiffbau-Industrie herum und wurde in neuerer Zeit als Ferienort populär.

## Kultur und Sehenswürdigkeiten

### Theater und Museen
Die Kunstgalerie Art on the Hill zeigt moderne, aber gleichzeitig auch klassische Gemälde des Künstlers Bernard Barnes.

### Bauwerke
Die Stadt weist einige bemerkenswerte Gebäude auf, so den mittelalterlichen Wohnturm „Tŷ Gwyn“ und das kleine Roundhouse-Gefängnis „Tŷ Crwn“ aus dem 18. Jahrhundert. Es gibt außerdem ein neues Rettungsboot-Besucherzentrum.
Im Ortsteil Llanaber befindet sich die Kirche St. Mary and Bodfan aus dem frühen 13. Jahrhundert. Nördlich liegen die Megalithanlagen von Carneddau Hengwm, der Hengwm Ring Cairn, der Steinkreis Cerrig Arthur, die vorzeitliche Siedlung Mynydd Egryn, das Hillfort Pen-y-Dinas und die Reste der Steinkreise von Ffridd Newydd.
Das Cliff Oleu, das steil hinter der Stadt aufsteigt, war im Jahr 1895 das erste Stück Land, das der National Trust erworben hat, um es der Nation zu erhalten.
Der Hafen ist Gastgeber des jährlichen „Three Peaks yacht race“.

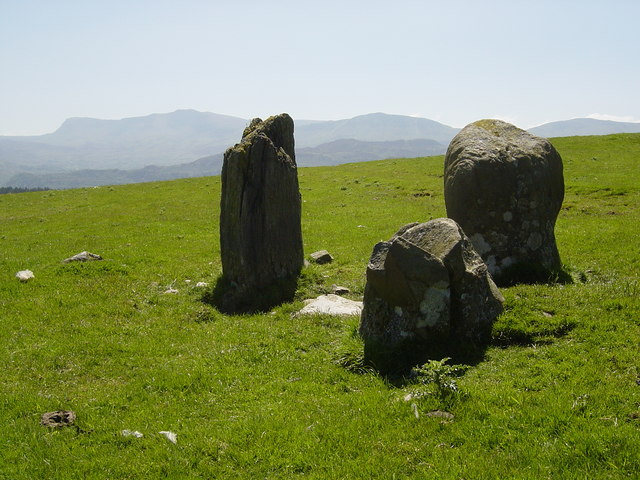
Steinkreis Cerrig Arthur
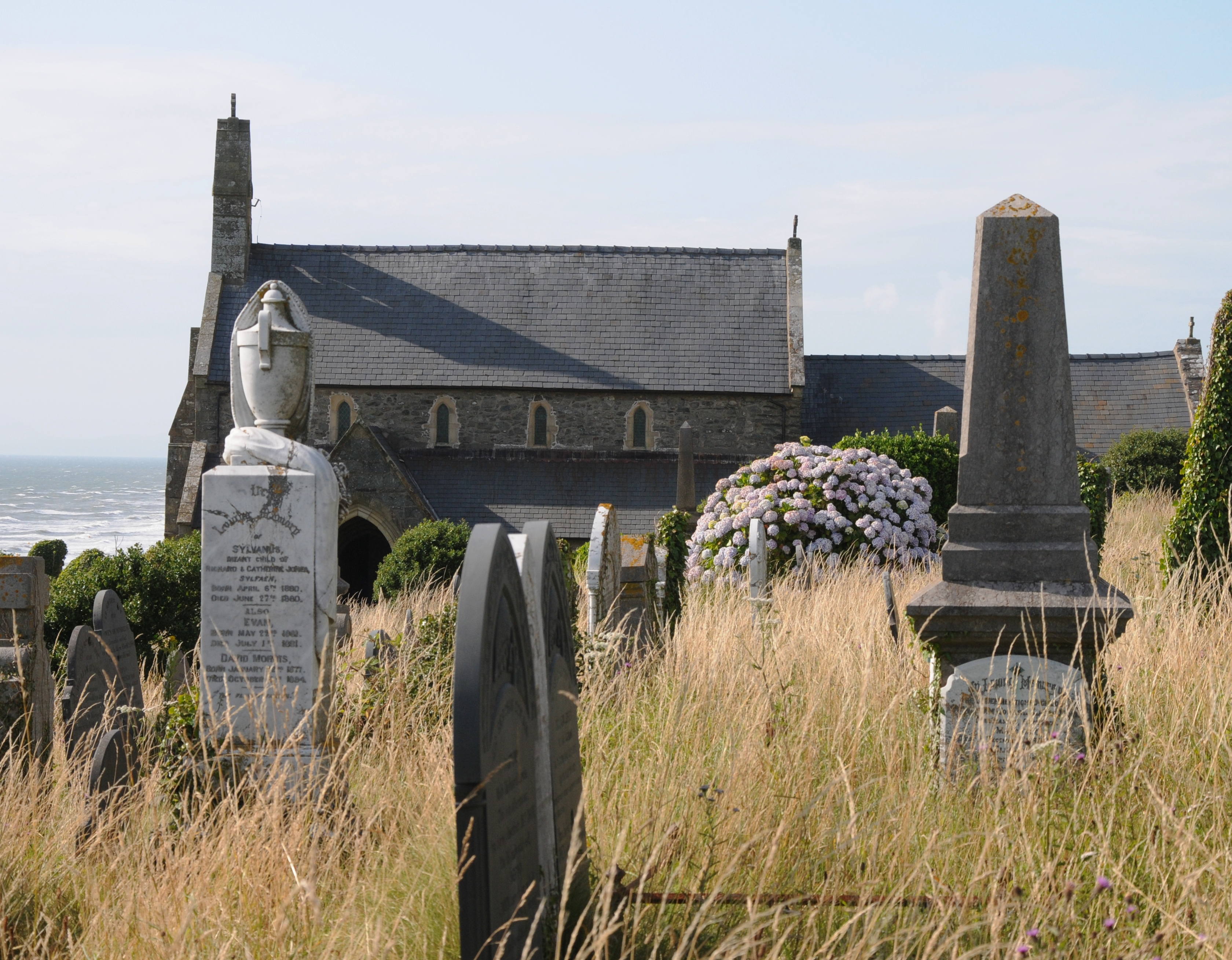
St. Mary und Bodfan in Llanaber
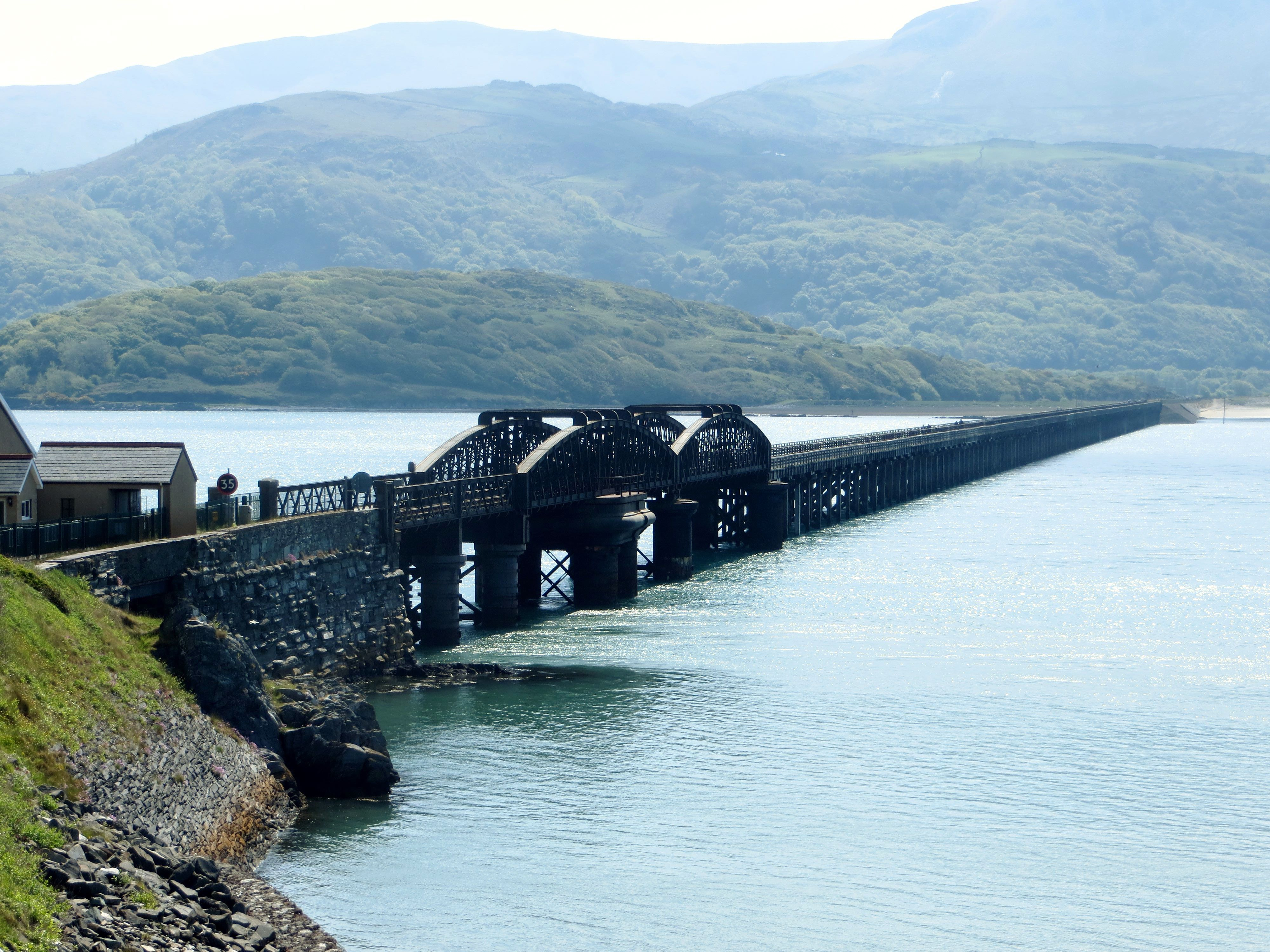
Eisenbahnbrücke über die Flussmündung des Mawddach

## Verkehr
Die Bahnstrecke Aberystwyth–Pwllheli überwindet die breite Flussmündung des Mawddach mit Hilfe der Barmouth-Brücke, einer Holzkonstruktion aus dem Jahr 1867. Auf der Südseite der Brücke mündete auch die inzwischen stillgelegte Bahnstrecke Barmouth-Dolgellau ein. Das südliche Ende der Brücke ist jetzt der Anfang des für Biker und Wanderer gedachten Mawddach-Trail, der die alte Trasse nutzt.
Von Barmouth aus gibt es eine Fährverbindung nach Penrhyn Point, wo man auf eine der walisischen Kleinbahnen, die Fairbourne Railway, umsteigen und nach Fairbourne fahren kann. Einige Kilometer nördlich befindet sich das Llanbedr Airfield.

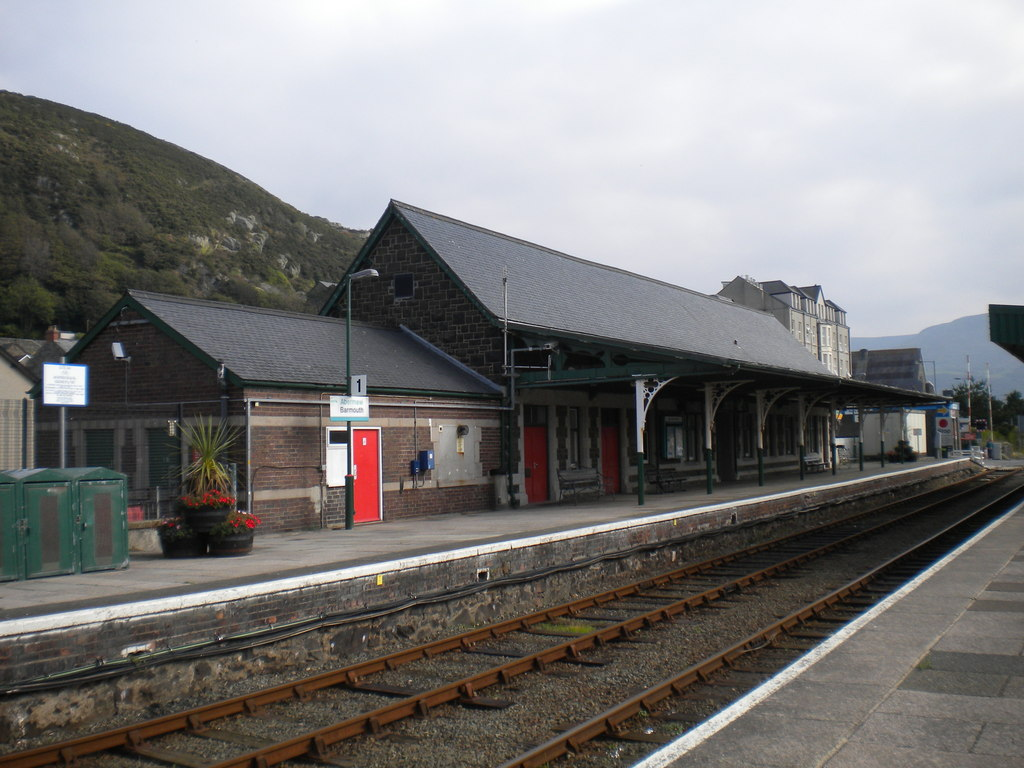
Bahnstation in Barmouth
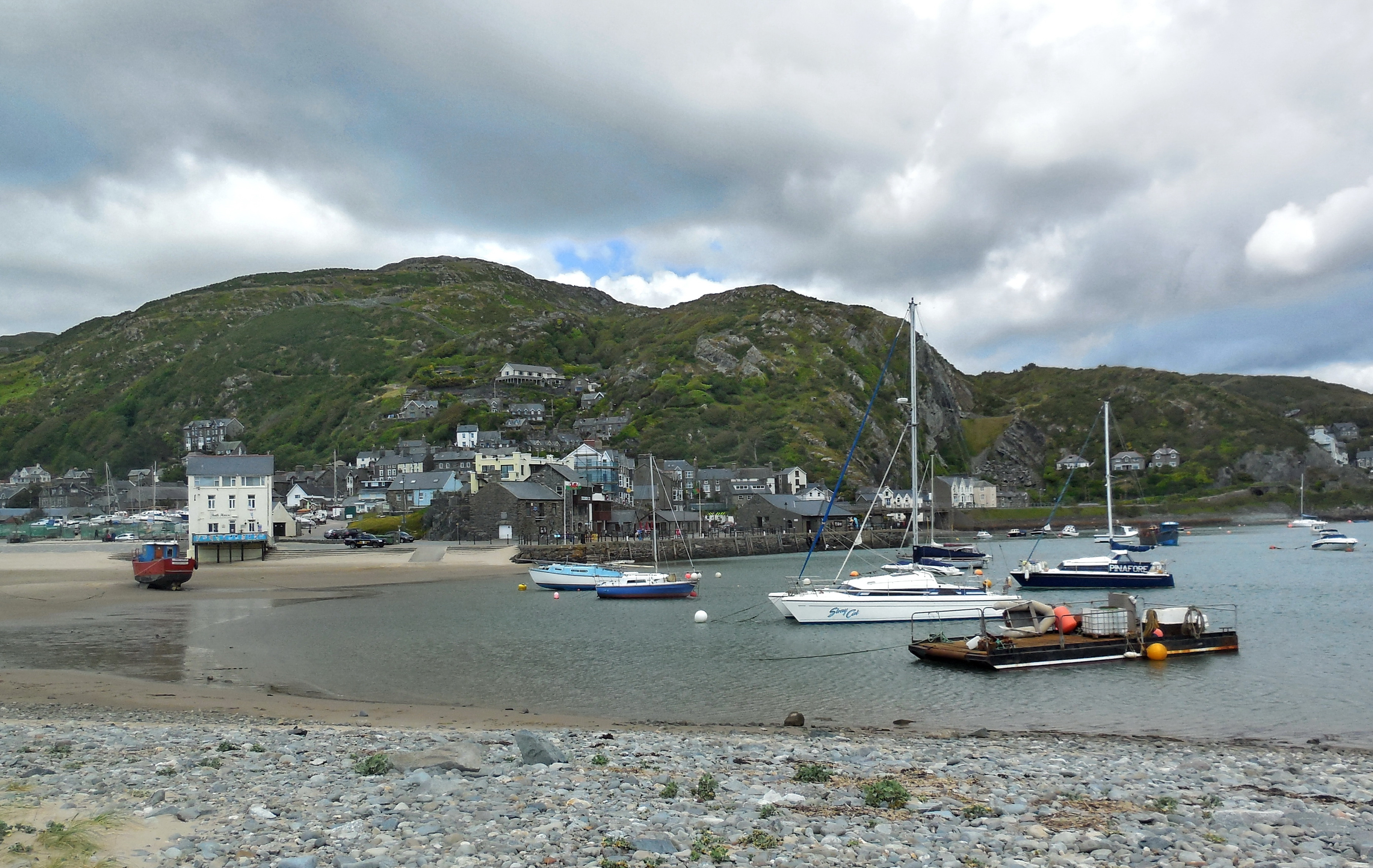
Hafen in Barmouth

## Tourismus

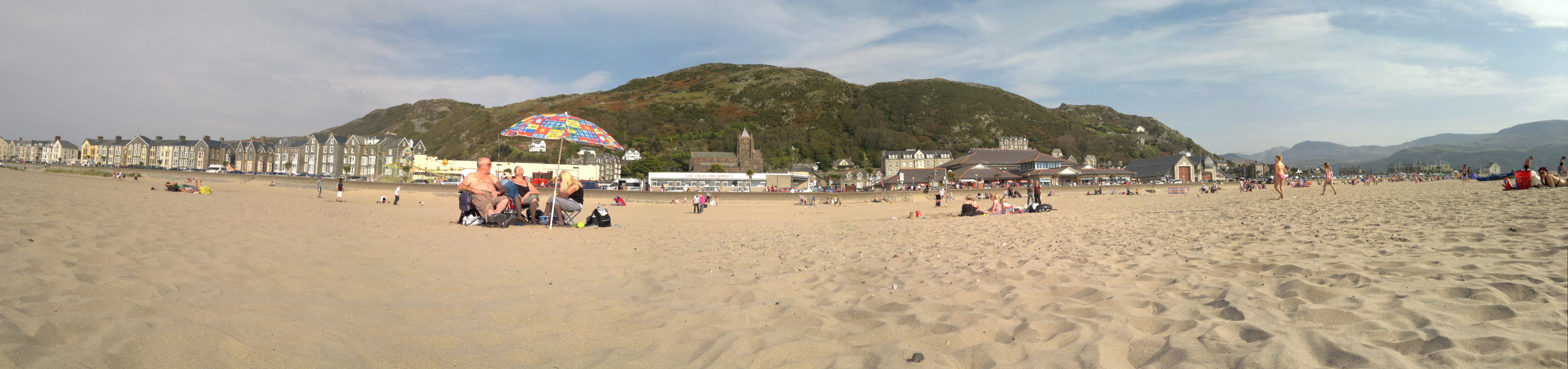
Ansicht Seebad-Panorama

William Wordsworth, berühmter Feriengast im 19. Jahrhundert, beschrieb seine Eindrücke von Barmouth ungefähr so: „Vor sich einen schönen Blick auf das Meer, hinter sich die Berge, die großartige Flussmündung acht Meilen weit landeinwärts, und Cader Idris einen Tagesausflug entfernt; damit kann Barmouth gegen jeden Rivalen bestehen.“
Barmouth ist (geografisch) das Seebad, das den English West Midlands am nächsten ist, und ein großer Teil der Besucher, aber auch der Einwohner, kommt aus Wolverhampton, Birmingham, Dudley und anderen Teilen des Black County.
Gleich hinter der Hauptstraße geht es hinauf zum Panorama Walk, dem Wanderweg längs des Mawddach-Tals.

## Persönlichkeiten
- Der Bergsteiger und Segelsportler Bill Tilman lebte viele Jahre in Barmouth.